# 전연남
전연남(1994년 10월 7일~)은 대한민국의 기자이다.

## 방송
- 2023년 2월 1일 ~ 2024년 12월 3일 : SBS 뉴스브리핑 서브 앵커 - 뉴블더 진행
- 2023년 12월 2일 ~ 2024년 7월 6일 : 모닝와이드 (주말 진행)